# Kirchenkreis Bramsche
Der Kirchenkreis Bramsche ist ein Kirchenkreis innerhalb der
Evangelisch-Lutherischen Landeskirche Hannovers. Er
gehört zum Sprengel Osnabrück. Zum Kirchenkreis Bramsche gehören etwa 66.000 Gemeindeglieder in
26 Kirchengemeinden. Der Sitz des Kirchenkreises ist Bramsche. Aktueller Superintendent ist Joachim G. Cierpka, der am 11. Oktober 2020 in sein neues Amt eingeführt wurde.
Zum 1. Januar 2013 wurden die Kirchengemeinden Arenshorst, Bad Essen, Barkhausen-Rabber, Bohmte, Hunteburg, Lintorf, Ostercappeln und Venne aus dem Kirchenkreis Melle in den Kirchenkreis Bramsche eingegliedert. Der Kirchenkreis ist bundesweit der erste mit einem eigenen Mediendienst, der in der Ev. Jugend angesiedelt ist und die Presse und Öffentlichkeitsarbeit für den Kirchenkreis übernimmt. Außerdem hält der Kirchenkreis 100 % der Unternehmensanteile an der deine kirche.media GmbH die ihren Sitz ebenfalls in Bramsche hat. Das Unternehmen hat sich auf Medienproduktion, insbesondere Videos im Bereich von Kirchen und Non-Profit-Organisationen spezialisiert. Geschäftsführer ist der Medienproduzent Kai-Fabien Rolf.

## Geografie
Der Kirchenkreis liegt im Osnabrücker Land im Südwesten Niedersachsens. Er umfasst den nördlichen Teil des Landkreises Osnabrück sowie die Kirchengemeinde Vörden in Neuenkirchen-Vörden, Landkreis Vechta. Das Gebiet des Kirchenkreises entspricht im Wesentlichen den ehemaligen Landkreisen Bersenbrück und Wittlage.

## Kirchen und Gemeinden
| Bild                         | Kirche                  | Ort                  | Gemeinde              | Bemerkungen |
| ---------------------------- | ----------------------- | -------------------- | --------------------- | ----------- |
| Friedenskirche (Achmer)      | Friedenskirche          | Bramsche-Achmer      | Achmer                |             |
| Johanniskirche Arenshorst    | Johanniskirche          | Bohmte-Arenshorst    | Arenshorst            |             |
|                              | St.-Georgs-Kirche       | Badbergen            | Badbergen             |             |
|                              | St.-Nikolai-Kirche      | Bad Essen            | Bad Essen             |             |
|                              | Katharinenkirche        | Bad Essen-Barkhausen | Barkhausen-Rabber     |             |
|                              | Marienkirche            | Bad Essen-Rabber     | Barkhausen-Rabber     |             |
| Lutherkirche in Berge        | Lutherkirche            | Berge                | Berge                 |             |
| Bonnuskirche (Bersenbrück)   | Bonnuskirche            | Bersenbrück          | Bersenbrück           |             |
|                              | St. Georg               | Bippen               | Bippen                |             |
|                              | Stiftskirche St. Marien | Berge-Stift Börstel  | Börstel               |             |
|                              | St.-Thomas-Kirche       | Bohmte               | Bohmte                |             |
| St. Johannis (Bramsche)      | St. Johannis            | Bramsche-Gartenstadt | Bramsche/Johannis     |             |
| St. Martin in Bramsche       | St. Martin              | Bramsche             | Bramsche/Martin       |             |
| St. Johannis in Engter       | St. Johannis            | Bramsche-Engter      | Engter                |             |
| St. Georg in Fürstenau       | St. Georg               | Fürstenau            | Fürstenau             |             |
|                              | St. Christophorus       | Gehrde               | Gehrde                |             |
|                              | Christuskirche          | Bramsche-Hesepe      | Hesepe-Sögeln-Rieste  |             |
|                              | Emmauskapelle           | Rieste               | Hesepe-Sögeln-Rieste  |             |
| Matthäuskirche in Hunteburg  | Matthäuskirche          | Bohmte-Hunteburg     | Hunteburg             |             |
|                              | Johannes der Täufer     | Bad Essen-Lintorf    | Lintorf               |             |
| St. Marien in Menslage       | St. Marien              | Menslage             | Menslage              |             |
| Dorotheenkirche in Loxten    | Dorotheenkirche         | Nortrup-Loxten       | Nortrup               |             |
| Pauluskirche in Ostercappeln | Pauluskirche            | Ostercappeln         | Ostercappeln          |             |
|                              | St.-Petrus-Kirche       | Quakenbrück          | Quakenbrück/Petrus    |             |
|                              | St. Sylvester           | Quakenbrück          | Quakenbrück/Sylvester |             |
| Marienkirche in Ueffeln      | Marienkirche            | Bramsche-Ueffeln     | Ueffeln               |             |
| Walburgiskirche in Venne     | Walburgiskirche         | Ostercappeln-Venne   | Venne                 |             |
|                              | St. Christophorus       | Neuenkirchen-Vörden  | Vörden                |             |

## Superintendenten
| von  | bis  | Name                   |
| ---- | ---- | ---------------------- |
| 1840 | 1874 | Johann G. Strick       |
| 1874 | 1884 | Christian A. W. Rinker |
| 1885 | 1908 | Johann H. H. Meyer     |
| 1909 | 1931 | H. F. Wilhelm Kaune    |
| 1931 | 1938 | Franz Kurt Brunow      |
| 1938 | 1950 | Siebo Markus Siuts     |
| 1950 | 1974 | Karl-Adolf Stisser     |
| 1974 | 1991 | Edzard Cremer          |
| 1991 | 2002 | Eckard Siggelkow       |
| 2003 | 2010 | Dietmar Rehse          |
| 2011 | 2019 | Hans-Georg Hentschel   |
| 2020 |      | Joachim G. Cierpka     |